# Herman's Head
La cabeza de Herman o Dentro de la cabeza de Herman (en inglés Herman's Head) es una serie de televisión de tipo sitcom transmitida por FOX entre 1991 y 1994. Se caracterizaba por una premisa  psicoanalítica y psicológica respecto a la interacción de diferentes "arquetipos" o partes de la psique personificados interactuando dentro de la mente o cabeza del personaje principal, Herman Brooks. Curiosamente, muchos de los actores de la serie posteriormente trabajaron juntos en Los Simpson. 

## Premisa
La serie seguía la vida de Herman Brooks, un oficinista que trabaja para el departamento de datos de una revista, y su interacción con sus amigos; Jay (su mejor amigo), Heidy (su interés romántico), Louise (su compañera de oficina) y Mr. Bracken (su jefe) con la originalidad de que cada evento significativo, decisión, conflicto, etc., mostraba escenas de la discusión de ciertos personajes en el interior de su psique. Estos personajes eran cuatro y eran representados por: 
Genio; el intelecto de Herman, el lado lógico, intelectual y racional, algo similar al concepto del Yo freudiano, especialmente por su autoridad sobre los otros tres. 
Ángel; la sensibilidad de Herman, es decir, su lado femenino, emocional y tierno, en términos jungianos, su ánima. 
Animal; su lujuria, aunque no sólo en el sentido sexual, pues representaba todos los ímpetus animales más elementales como la gula, la pereza, el deseo desmedido por recreación, fiesta y mujeres. En términos freudianos sería el Ello y en términos jungianos la Sombra. 
Cobarde; su inseguridad. Un personaje que representaba todos los traumas, temores, fobias y malestares de Herman. Mostraba, por ejemplo, una tendencia a ser hipocondriaco, tímido y miedoso. Por sus constantes recordatorios de las normas sociales podría ser emulable al Superyó freudiano.

## Personajes principales
- William Ragsdale como Herman Brooks, el protagonista de la serie. Herman es un joven soltero y despreocupado que trabaja en una oficina. Sus problemas son virtualmente típicos; conseguir ligar mujeres -especialmente a su compañera Heddy-, cumplir las labores de su trabajo, etc.

- Hank Azaria como Jay Nichols, el mejor amigo de Herman, muy parecido a él aunque quizás más irreverente y atrevido. Aunque trabaja en el mismo edificio no trabaja en el mismo departamento que Herman.

- Jane Sibbett como Heddy Newman, una atractiva rubia que es compañera de Herman y su principal interés romántico-sexual. Finalmente ambos desarrollan una relación de pareja.

- Yeardley Smith como Louise Fitzer, la tímida, retraída y poco atractiva compañera de trabajo de Herman y su amiga más cercana después de Jay. Herman suele protegerla como a una hermana menor.

- Jason Bernard como Mr. Paul Bracken, el jefe de Herman. A pesar de ser su jefe y de ser algo severo, prácticamente es otro amigo del círculo social de Herman y participa de muchas de las actividades sociales de Herman (cumpleaños, fiestas, etc.), así como se dan consejos mutuamente en casos de crisis emocionales.

- Molly Hagan como Angel, el lado femenino de la mente de Herman, es una mujer de cabello rizado y que suele usar vestido floreados. Dentro de la cabeza de Herman su área consiste en un lugar repleto de animales de peluche, juguetes, flores y se sienta sobre un columpio. Cuando Herman se enamora tiende a volar por los aires y odia cuando llega la "hora de la testosterona" (cuando los personajes arquetipos toman testosterona de latas como si fuera cerveza en aras de cumplir algún rol masculino) ya que hace que a ella le salga barba.

- Ken Hudson Campbell como Animal, las pulsiones más básicas y animales de Herman. Un tipo gordo y vestido como un estereotipo de fratboy. Su área está conformada por un sillón para ver televisión, repleto de cajas de pizza, latas de cerveza y mucho desorden. Representa las bajas pasiones de Herman; pereza, gula, ira y sobre todo, lujuria.

- Rick Lawless como Cobarde, las inseguridades de Herman, un tipo flacucho de cabello risado con corbatín. Se sienta sobre un banco alto -similar al que se usaba para sentar a los niños castigados- y su área está llena de casilleros -donde en ocasiones lo encierran. Es él quien frecuentemente recuerda a los demás personajes los traumas de la infancia y la adolescencia de Herman.

- Peter MacKenzie como Genio, la inteligencia de Herman y su lado racional, es un tipo de anteojos, vestido de traje y bien peinado -el estereotipo del intelectual-. Su área está llena de una enorme biblioteca, bustos de personajes clásicos y cuadros de arte. Se sienta sobre una silla de madera de tipo Luis XV.

Aunque los cuatro personajes psicológicos suelen chocar entre sí por sus personalidades contradictorias (por ejemplo, Angel detesta la vulgaridad de Animal y la frialdad de Genio, y Genio desprecia la estupidez de Animal y la sensiblería irracional de Angel), en ocasiones pueden trabajar unidos por una misma meta, como fue ligarse a Heddy para lo cual Animal (quien tomó las riendas de la operación) pidió a Genio que hiciera uso de toda su cultura y refinación y a Angel que hiciera uso de su sensibilidad y empatía, y a Cobarde... lo encerró en el armario. De los cuatro, el más relegado es Cobarde que es en alguna medida detestado por los otros tres que frecuentemente lo encierran o encadenan. 
La serie nunca tuvo altos índices de audiencia y fue cancelada tras tres temporadas. Tanto Azaria como Smith fueron a trabajar como actores de voz de Los Simpson, razón por la cual en el episodio "Duffles" al preguntarle a Lisa Simpson "de que te ríes" ella responde; "De un chiste que escuché en La cabeza de Herman". En otro episodio el gordo de la tienda de revistas -interpretado por Azaria- dijo: "La gente necesita la sabiduría de La cabeza de Herman".

## Influencias
La premisa base de la serie puede ser vista en un capítulo de la serie española Siete Vidas y en la película Intensamente. 
- Datos: Q2266796